# Natural Language & Linguistic Theory
Natural Language & Linguistic Theory es una revista académica trimestral revisada por pares que cubre temas de lingüística teórica y generativa. Fue fundada en 1983 y originalmente fue publicada por Kluwer Academic Publishers. Desde 2004 la revista es publicada por Springer Science+Business Media. Su editor en jefe es Julie Anne Legate (Universidad de Pensilvania).
La revista incluye una columna llamada "Topic-Comment" (iniciada por Geoffrey K. Pullum), en la cual un colaborador presenta una opinión personal, a veces controvertida, sobre algún tema relacionado con la lingüística.
Según Journal Citation Reports, en 2015 la revista tuvo factor de impacto de 0.845.

## Indización
La revista la indizan:
- Academic OneFile
- Arts & Humanities Citation Index[2]
- Bibliographie linguistique/Linguistic bibliography
- Current Contents/Social & Behavioral Sciences[2]
- Current Contents/Arts and Humanities[2]
- EBSCO databases
- FRANCIS
- International Bibliography of Periodical Literature
- MLA International Bibliography
- PASCAL
- ProQuest databases
- Scopus[3]
- Social Science Citation Index[2]